# Graphocephala teliformis
Graphocephala teliformis är en insektsart som först beskrevs av Walker 1851.  Graphocephala teliformis ingår i släktet Graphocephala och familjen dvärgstritar. Inga underarter finns listade i Catalogue of Life.